# Gumersindo Ayala Aquino
Gumersindo Ayala Aquino (Villarrica, 13 de enero de 1910 - Asunción, 29 de febrero de 1972) fue un poeta, músico, compositor, investigador musical, docente y periodista paraguayo. Fue un estudioso de los mitos y leyendas de la cultura guaraní.

## Trayectoria
Se estableció en Buenos Aires en la década de 1930, uniéndose a importantes figuras de la música paraguaya en la capital argentina e integró la orquesta Ortiz Guerrero de José Asunción Flores. 
Ejerció la docencia en la Escuela Superior de Música de San Cristóbal, en el estado de Táchira, Venezuela.
Recorrió varios países latinoamericanos con el trío Los Guaireños junto a Luis Alberto del Paraná y Digno García, haciendo conocer la música paraguaya en el extranjero.

## Vida personal y deceso
Al volver a Asunción de sus viajes ya tenía más de 50 años y seguía soltero. En julio de 1962 cuando trabajaba para el Ministerio de Obras Públicas y Comunicaciones emprendió un viaje acompañando a un amigo escultor que iba por razones de trabajo junto a un alfarero. En ese lugar conoció a la profesora Georgina Ester López, una docente que trabajaba en Asunción. Ester cantaba guaranias y Gumersindo las recitaba.
Ester regresó a Asunción y Gumersindo la acompañó. Para ese entonces ella estaba comprometida con otro hombre pero al enterarse de que este había embarazado a otra mujer, rompió el compromiso y en octubre del mismo año en que se conocieron se casaron.
Luego de la boda se establecieron en São Paulo, Brasil donde Gumersindo tenía que realizar la traducción al guaraní del poeta persa Omar Kayan. Ester no se quedó mucho tiempo retornando a Asunción y Gumersindo quedándose en Brasil. En enero de 1963 escribió y le puso música a Ndavy´àigui apurahéi que representaba la nostalgia que sentía hacia su esposa. Finalmente, Gumersindo retorna a Asunción junto a Ester. Tuvieron 3 hijos varones llamados Jorge, Víctor Paraguay y Francisco Solano.
Gumersindo Ayala Aquino falleció en Asunción el 29 de febrero de 1972.

## Obras
- Breves notas históricas sobre la guitarra y el arpa (1961)
- Apytu´u poty
- Ndavy'áigui apurahéi (1963)
- Heñoivo Tavaguasú (1967)
- A mi dulce Ester
- Aikosénte (Quisiera ser)
- Ñembojarupe mitáicha (Jugando como niños)
- Che angapýpe tupá
- Yvyra´yi omymýiva